# Họ Cá hè
Họ Cá hè (Danh pháp khoa học: Lethrinidae) là một họ cá theo truyền thống xếp trong Bộ Cá vược (Perciformes), nhưng gần đây được phân loại lại là thuộc bộ Spariformes (cá tráp). Họ này có 5 chi và 41 loài, chủ yếu sống ở vùng biển nhiệt đới Ấn Độ Dương–Thái Bình Dương trừ 1 loài duy nhất sinh sống ở vùng biển Tây Phi phía đông Đại Tây Dương là Lethrinus atlanticus. Những loài cá có vảy lớn này sống trong các đám cỏ biển ở vùng bờ biển. Một số loài có thể dài tới 1 mét. Trong tiếng Anh, chúng được gọi là emperor, emperor bream, pigface bream hay large-eye bream.

## Linh tinh
Tại một số vùng ở Việt Nam người dân địa phương gọi cá thuộc họ này là cá gáy biển, cá chép biển (vì chúng giống với dòng cá chép nước ngọt), ngư gáy.